# 대중 매체 속 폭력의 영향
라디오 폭력에 대한 연구는 미디어 소스의 폭력 주제(특히 비디오 게임, 텔레비전, 영화의 폭력 )와 실제 세계의 공격성 및 시간 경과에 따른 폭력 간의 상관 관계 정도를 분석한다. 특히 많은 사회과학자들은 이러한 상관관계를 지지하지만 일부 학자들은 미디어 연구에 방법론적 문제가 있으며 연구 결과가 과장되었다고 주장한다. 이에 더해 다른 학자들은 상관관계가 존재하지만 현재 대중의 믿음에 따라 틀릴 수 있다고 제안했다.
대중 매체의 해로운 영향에 대한 불만은 역사 전반에 걸쳐 나타났다. 플라톤은 연극이 청소년에게 미치는 영향에 대해 우려했다. 다임 소설, 만화책, 재즈, 로큰롤, 롤플레잉 / 컴퓨터 게임, 텔레비전, 영화, 인터넷(컴퓨터 또는 휴대폰 사용) 등을 포함한 다양한 미디어/장르가 이러한 미디어의 소비자가 더 많아질 수 있다는 추측을 불러일으켰으며 공격적이거나 반항적이거나 부도덕고 이로 인해 일부 학자들은 일부 연구자들의 발언이 단지 미디어 기반의 도덕적 공황의 순환에 딱 들어맞을 뿐이라는 결론을 내리게 되었다. 1960년대 텔레비전의 출현으로 인해 이 새로운 매체의 효과에 대한 연구가 촉발되었다. 이 연구의 대부분은 Albert Bandura 가 개발한 사회 학습 이론 에 따라 진행되었으며 사회 학습 이론은 인간이 학습하는 한 가지 방법이 모델링 과정임을 시사한다. 또한 다른 대중적인 이론은 조지 거브너(George Gerbner)의 교양 이론으로, 시청자가 텔레비전에서 본 많은 폭력을 배양하고 이를 현실 세계에 적용한다는 것인데 다른 이론으로는 사회인지 이론, 촉매 모델, 도덕적 공황 이론 등이 있다.

## 미디어 효과 이론

### 사회학습이론

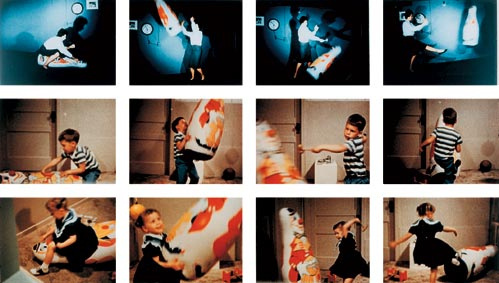
반두라의 보보인형 실험

사회 학습 이론은 Albert Bandura 가 제안했으며 사람들은 다른 사람의 행동 결과를 관찰함으로써 학습하며, 처벌할 수 있는 행동보다 가치 있는 행동이 모방될 가능성이 더 높다고 제안했다. 이러한 행동은 Bandura의 Bobo Doll 실험 에서 관찰되었는데 Bandura는 어린이들에게 공격적인 모델을 제시했다. ㅇ기서 모델은 '무해한' 팅커 장난감을 1분 정도 가지고 놀다가 보보 인형으로 장난감을 교체한 뒤 보보 인형에서는 모델이 인형을 내려놓고 인형을 향해 폭력을 행사했다코를 때리거나 망치로 때리고 공중에 던지고 발로 찼으며 또한 시나리오와 관련해 구두 코멘트도 이어졌다. 그런 다음 아이들을 보보 인형이 있는 방에 넣어 이전에 비디오에서 본 행동을 모방하는지 확인했다.
이 실험의 결과는 아이들이 비디오에서 목격한 행동을 모델로 삼는 경향이 있음을 시사하는데 결과적으로 어린이가 미디어에서 목격되는 공격적인 행동을 모방할 수 있음을 암시하는 것으로 밝혀졌다. 그러나 Bandura의 실험은 가지 이유로 비판을 받게 됐다. 첫째, 보보인형(맞힐 목적)에 대한 공격성을 개인간 폭력으로 일반화하기는 어렵다. 둘째, 아이들이 공격적이 되기보다는 단순히 실험자를 기쁘게 하기 위해 동기를 부여받았을 가능성이 있다. 즉, 아이들은 비디오를 더 공격적으로 느끼도록 하는 인센티브가 아니라 지침으로 여겼을 수 있다. 셋째, 후속 연구 Bandura 에서는 성인 모델이 스스로 보보인형을 때렸을 때 신체적 처벌을 받는 조건이 포함되어 있었다. 구체적으로 영상 속 성인은 실험자에게 밀려나고 신문지로 구타당하는 등 폭행을 당했다. 이러한 실제 대인 폭력은 아마도 대리 강화로 인해 실제로 어린이의 공격적인 행동을 감소시켰다. 그럼에도 불구하고 이러한 마지막 결과는 어린 아이들도 자동으로 공격성을 모방하는 것이 아니라 오히려 공격성의 맥락을 고려한다는 것을 나타내며 공격성이 있는 아이들은 자비로운 의사소통에 어려움을 겪을 수 있다.
초과 근무를 하면 "10대 게이머"는 주변 환경을 인식하지 못하고 실제 생활에서 사회적 상호 작용이 부족해질 수 있다. 이는 2019년 Hygen Beate의 기사에 따르면 비디오 게임 폭력은 감정, 타인에 대한 행동, 듣기 및 이해 능력, 응답 또는 의사소통, 언어적 및 비언어적 단서 파악, 생각 공유와 같은 개인의 필수적인 사회적 기술에 영향을 미칠 수 있다고 언급한 내용이다. Chang이 2019년 5월 31일에 발행한 의학 저널 JAMA Network Open 의 설문조사에 따르면, 폭력적인 비디오 게임을 반복적으로 플레이한 아이들은 결국 자신의 행동에 영향을 미치고 본질적으로 공격적으로 변할 수 있다고 밝혔다.
일부 학자들은 아이들이 미디어에서 폭력을 보는 것이 매우 흔하다고 추정한다는 점을 감안할 때 미디어에 대한 우려는 종종 사회 학습 이론적 접근 방식을 따른다.

### 사회인지이론
사회 인지 이론은 사회 학습 이론을 기반으로 하지만 공격성은 공격적인 각본을 학습하고 프라이밍함으로써 활성화될 수 있다고 제안한다. 특히 둔감화와 각성/흥분은 또한 후자의 사회 인지 이론에 포함되며 탈감작(desensitization)의 개념은 특히 학계와 일반 대중으로부터 많은 관심을 받았다. 또한 미디어 폭력에 반복적으로 노출되면 심리적 포화나 정서적 조정이 일어나 초기 불안과 혐오감이 줄어들거나 약화된다는 이론이 있다.  예를 들어, 2016년에 실시된 연구에서는 대학생 표본을 무작위로 배정하여 20분 동안 폭력적이거나 비폭력적인 비디오 게임을 플레이하도록 했다. 그런 다음 그들은 실제 폭력을 다룬 10분짜리 비디오를 시청하라는 요청을 받았고, 2020년 2월 Caldwell이 작성한 폭력적인 비디오 게임 문헌 검토에 대한 기술 보고서라는 제목의 미국 심리학 협회 보고서에 따르면, 비디오 게임을 하는 2015년 결의안 개정안은 흔히 청소년기와 널리 연관되어 있다. 결의안에 따르면 "비디오 게임을 하는 8세 미만 어린이의 일일 평균 시간은 휴대용 콘솔 게임에 69분, 컴퓨터 게임에 57분, 태블릿을 포함한 모바일 게임에 45분이다."라고 언급되었으며 폭력적인 비디오 게임을 한 학생들은 폭력적인 비디오 게임을 하지 않은 학생들보다 시뮬레이션된 공격 행위의 영향을 훨씬 덜 받는 것으로 관찰되었다. 그러나 시뮬레이션이 참가자에게 "믿을 수 있는" 정도 또는 참가자가 "수요 특성"에 반응했을 수 있는 정도는 불분명한 것은 부정할 수 없다(아래 비판 참조). 그럼에도 불구하고, 사회 인지 이론은 최근 비판을 받기는 했지만 수년 동안 미디어 폭력 효과에 대한 가장 지배적인 패러다임이었다. 그러나 오늘날 최근 학자들은 공격성에 대한 사회적 인지 이론은 시대에 뒤떨어져 폐기되어야 한다고 제안했다. 일부 학자들은 또한 폭력 행위를 계속해서 시청하면 십대들이 스스로 폭력을 행사할 가능성이 더 커진다고 주장한다. 특히 어린 아이들은 관찰력이 뛰어나기 때문에 그들은 행동을 모방하고 적응함으로써 학습한다. 폭력적인 비디오 게임을 하는 것은 실생활에서 모든 사람의 마음에 폭력에 대한 두려움을 조성했는데, 이는 기저에 심리적 문제가 있는 청소년에게만 유효했으며 McGloin이 2015년에 작성한 저널 기사에 따르면 미디어 폭력은 매우 특징적인 공격적인 개인의 공격적인 행동 변화를 유발할 수 있다고 밝혔다. 또한 개인은 미디어 폭력으로 인해 심각한 결과에 직면할 수 있으며, 이는 "괴롭힘 행위"를 증가시킬 수 있다.

### 배양이론

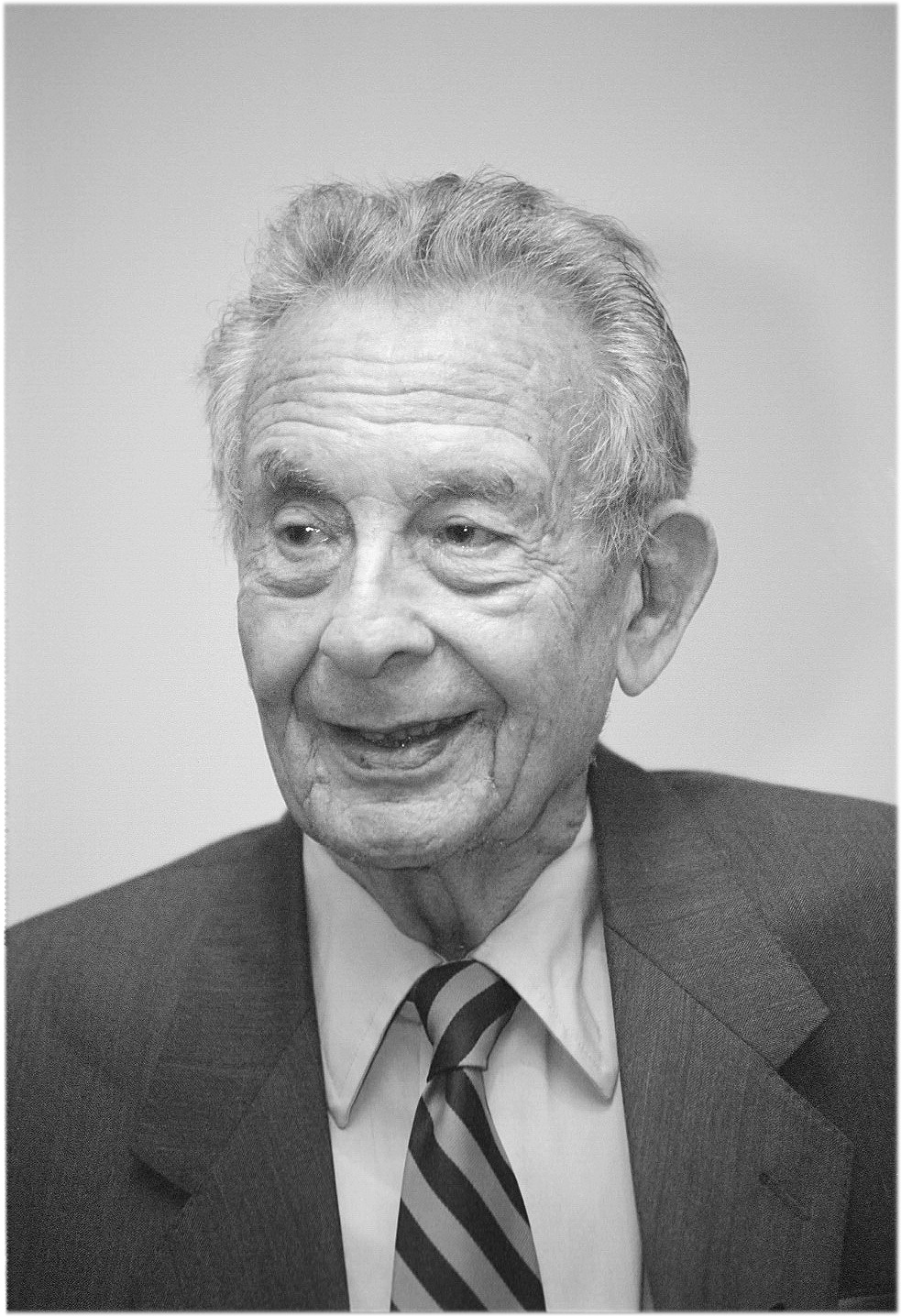
배양이론의 창시자 조지 거브너(George Gerbner)의 사진

이 이론은 조지 거브너(George Gerbner)가 텔레비전에서 볼 수 있는 폭력과 개인의 상관관계를 살펴보는 대안적인 방법으로 만들어졌다. Gerbner는 대부분의 인구가 "행복한 폭력"으로 간주하는 텔레비전에서 본 폭력을 설명한다. 그는 텔레비전에서 볼 수 있는 대부분의 폭력이 항상 해피엔딩으로 이어진다는 사실을 알고 이를 그렇게 정의했다. Gerbner는 때때로 이유 없이 폭력이 있기 때문에 세상에는 '행복한 폭력'이 포함되어 있지 않다고 믿었기 때문에 이러한 중요성을 부여했다. 특히 텔레비전에서 보는 폭력은 시청자들에게 너무나 매력적이기 때문이다. 이에 더해 Gerbner는 영화와 쇼의 허구이든 뉴스의 논픽션이든 폭력이 직접적인 영향을 미친다고 사람들이 생각할 것이라고 믿었으며 Gerbner는 이 이론을 "마법의 총알 이론"이라고 명명했다. 이 이론은 텔레비전에서 보이는 폭력을 화면을 넘어 모든 시청자에게 직접 전달되는 "마법의 총알"로 설명한다. 이런 일이 발생한 후 개인이 주변의 실제 폭력에 대한 인식을 개발하기 시작할 때 배양 이론이 시작된다. 특히 시간이 지남에 따라 미디어 소비자는 텔레비전에서 볼 수 있는 폭력을 키우고 이것이 실제 세계의 모습이라고 생각할 것이고 이는 지역 및 국가 범죄율이 실제로 감소하고 있음에도 불구하고 증가한다는 가정으로 이어진다. 또한 이는 특정 그룹이 주로 텔레비전에서 폭력적인 것으로 나타나기 때문에 이에 대한 부정적인 가정으로 이어질 것이다. 주요 사례는 멕시코에서 미국으로 오는 불법 이민자인데, 뉴스를 자주 접하면 불법 이민자들이 저지른 폭력 범죄 사례를 볼 수 있다. 이로 인해 그들은 모든 불법 이민자들이 이런 식으로 행동한다고 믿게 되어 사람들은 불법 이민자들을 반대하게 되며 Gerbner는 이것을 이전의 모든 이론의 산물인 "평균 세계 증후군"이라고 부르며, 시청자는 결국 자신이 일탈과 일탈로 가득 찬 세상에 살고 있다고 믿게 될 것이라고 말했다.

### 촉매 모델
대안적인 이론 중 하나는 폭력의 원인을 설명하기 위해 제안된 촉매 모델이다. 촉매 모델은 새로운 이론이며 광범위하게 테스트되지 않았지만 촉매 모델에 따르면 폭력은 유전적 영향과 초기 사회적 영향(특히 가족 및 동료)의 결합으로 인해 발생한다고 주장한다. 이 모델에 따르면 미디어 폭력은 명백히 약한 인과적 영향으로 간주되며 특정 폭력 행위는 스트레스가 많은 환경 상황에 의해 촉진되며, 폭력 성향이 더 큰 개인의 경우 폭력을 촉진하는 데 필요한 스트레스가 적다고 말한다. 일부 초기 연구는 이러한 견해를 뒷받침했다. 수감자를 대상으로 한 2013년 연구도 마찬가지로 촉매 모델에 대한 지지를 제공했으며 구체적으로, 촉매 모델에서 제시된 바와 같이, 범죄 가해자는 때때로 미디어에서 본 범죄에 문체적 요소나 행동을 포함했지만, 범죄를 저지르는 동기 자체는 미디어 시청과 관련이 없고 오히려 내부적이었다고 밝혔다

### 도덕적 공황 이론
이 분야와 관련된 마지막 이론은 도덕적 공황이다. David Gauntlett 이 주로 설명한 이 이론 뉴미디어에 대한 우려가 역사적이며 주기적이라고 가정한다. 특히 이러한 관점에서 사회는 일반적으로 사회의 노인이나 더 강력한 구성원이 사용하지 않는 새로운 매체에 대해 미리 결정된 부정적인 믿음을 형성하며 학자와 정치인이 취하는 연구 조사와 입장은 문제를 냉정하게 관찰하고 평가하기보다는 기존 신념을 확인하는 경향이 있다. 결국 패닉은 몇 년 또는 수십 년 후에 사라지지만, 또 다른 새로운 매체가 도입되면 궁극적으로 다시 표면화기도 한다.

### 일반적인 공격 모델
크레이그 A. 앤더슨(Craig A. Anderson )과 브래드 부시먼( Brad Bushman) 이 제안한 일반 공격성 모델 (GAM)은 생물학적 행동에서 문화적 행동에 이르기까지 다양한 공격적 행동에 대한 상황적, 개인적 변수의 역할을 조사하는 메타 이론이다. 변수는 개인의 내부 상태(감정, 생각, 각성)와 개인이 내리는 평가/결정(자동 및 통제 모두)에서 비롯되며 GAM은 원래 미디어 폭력을 설명하기 위한 모델이 아니라 공격적인 행동에 대한 일반적인 모델로 사용되도록 만들어졌다. 일반적인 미디어 폭력 효과(단기 및 장기 효과 모두)와 최근 미디어 폭력 노출의 발전 및 단기 및 장기 효과에 대한 경로에 초점을 맞춤으로써 GAM을 사용하여 미디어 폭력 효과를 설명할 수 있다.

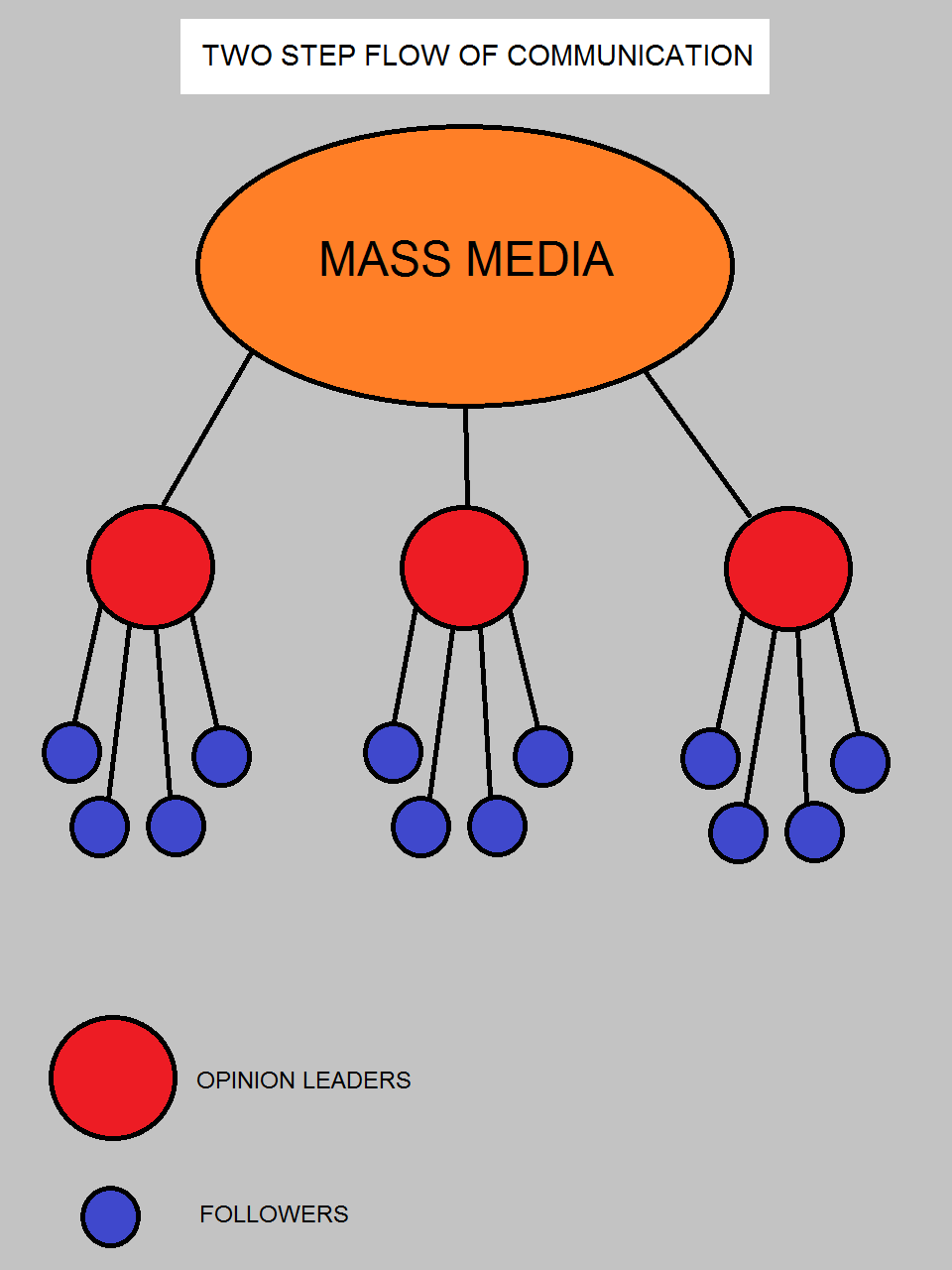
오피니언 리더가 오피니언 추종자에게 정보를 제공하는 방법을 보여주는 이미지

폴 라자스펠드는 1944년에 이 이론을 창안했다. 2단계 흐름 이론은 대중 매체의 효과가 직접적이라는 개념에 반대하는 대신, 대중 매체에서 나오는 정보와 아이디어가 오피니언 리더라는 사람들에게 전달된다는 것을 암시한다. 오피니언 리더들은 자신들이 듣는 정보를 수집하고, 이를 이해하며, 추진하고 싶은 이야기를 전개한다. 그러면 오피니언 리더는 자신의 견해와 아이디어를 일반 대중과 공유하고, 일반 대중은 오피니언 추종자의 역할을 맡게 되는데 여기서 대중 매체는 자신만의 고유한 방식으로 정보를 전파할 다양한 오피니언 리더에게 정보를 제공할 수 있으며, 그런 다음 정보에 대한 자신의 특정 전망을 믿을 오피니언 팔로워를 확보하게 된다. 이는 모두 동일한 출처에서 시작된 유사하거나 크게 다른 것을 믿는 많은 다른 그룹으로 이어질 수 있다. 이에 대한 인기 있는 예는 정치적 편견을 갖고 있는 언론 매체이다. 보수적인 뉴스 매체는 일반적으로 보수적인 시청자층이 더 많이 수용하고 따르는 정보를 전파할 것이며, 훨씬 더 진보적인 추종자를 보유한 진보적인 뉴스 매체에도 마찬가지이다.

### 플라톤
플라톤은 미디어가 개인에게 미치는 영향에 대한 초기 생각에 많은 기여를 한 그리스 철학자였다. 그의 작품 중 하나에서 그는 부적절한 시가 청중을 왜곡시키는 위험성을 언급하는데 그는 시에 대한 그들의 인식이 나중에 삶에 대한 인식으로 해석될 것이라고 주장한다. 이는 우리가 미디어에서 보는 것이 현실 세계에 적용될 것이라고 가정하는 아이디어에서 나온 조지 거브너(George Gerbner)의 배양 이론에 부합한다.

## 비판
미국 소아과 학회(American Academy of Pediatrics) 및 미국 심리학 협회(American Psychological Association )와 같은 조직에서는 이 연관성을 확인하는 수천 건(AAP에 따르면 3,500건)의 연구가 수행되었다고 제안했지만 다른 조직에서는 이 정보가 부정확하다고 주장했다. 오히려 텔레비전, 영화, 음악 및 비디오 게임의 폭력 효과에 관해 동료 심사를 거친 과학 저널에서 약 개의 연구만 수행되었다. 특히 비평가들은 약 절반이 미디어와 그에 따른 공격(폭력 범죄는 아님) 사이의 연관성을 찾은 반면, 나머지 절반은 폭력적인 미디어 소비와 그에 따른 모든 종류의 공격 사이의 연관성을 찾지 못했다고 주장한다.
미디어 폭력에 대한 비판은 다음을 포함하되 이에 국한되지 않는 다양한 방법론적, 이론적 문제에 중점을 둔다.
- 폭력적이고 비폭력적인 게임 사이의 공격적인 결과를 평가할 때 실험 조건을 적절히 통제하지 못하는 경우 :[27] 전통적으로 연구자들은 폭력적인 게임과 비폭력적인 게임을 선택했지만, 다른 게임 특성에 대한 차이 (예를 들어, 행동 수준, 좌절, 즐거움)의 결과로 이러한 게임에 대한 잠재적으로 다른 반응에 대한 고려가 거의 보이지 않았다.
- 언론 폭력이 경험되는 사회적 맥락의 역할을 인정하지 못하는 경우 : 폭력적인 비디오 게임 노출이 공격적인 태도와 행동에 미치는 영향을 설명하는 이론 모델 내에서, 이러한 결과에 대한 소셜 게임 경험과 맥락의 영향을 이해하는 데는 아무런 효과가 없다.[28]게임의 다른 결과는 다른 사회적 맥락 (온라인 게임과 오프라인 게임) 및 소셜 게임 경험에 관련된 사회적 역학으로 인해 발생하며 기존 이론 모델들은 이러한 다른 맥락에 관계없이 게임의 결과는 동등하다고 가정한다. 이것은 미디어 폭력 연구의 현재 이론의 핵심 한계이다
- 공격과 언론 폭력에 대한 표준적이고 신뢰성 수 있고 유효한 조치를 취하지 않는 경우 : 심리적 변수들을 측정하는 것은 항상 가장 잘 되면 복잡하지만, 경험적으로 입증된 것처럼 측정 기술은 표준화되고 신뢰할 수 있고 유효해야 한다는 것은 일반적으로 받아들여진다. 그러나 일부 학자들은 측정 도구가 표준화되지 않고 비공개하게 사용되고 신뢰성 계수를 보고하지 않는다고 주장하는데 예를 들어 "경쟁 반응 시간 테스트"를 들 수 있는데, 참가자들은 상대방에게 소음 폭발이나 전기 충격을 받음으로써 반응 시간 테스트에서 패배한 상대방을 처벌한다고 믿는다. 이 작업을 사용하는 표준화된 방법은 없으며, 저자가 자신의 결론을 뒷받침하기 위해 결과를 조작할 수 있는 가능성을 제기한다. 또한 이 작업은 " 공격"을 측정하는 수십 가지 가능한 방법을 만들어 낼 수 있다. 모두 한 참가자의 데이터에서 나온다. 이러한 작업을 사용하여 공격력을 고용하고 측정하는 표준화된 방법이 없으면 보고된 결과는 공격의 유효한 측정인지, 또는 다른 대안이 아닌 긍정적 인 결과를 가져온 이유만으로 가능한 대안 중 선택되었는지 알 수 없다. 특히 퍼거슨과 킬번은 아동학술지에 발표한 논문에서 공격의 표준화[4] 검증된 조치들이 잘 검증된 공격 조치보다 더 높은 효과를 낳는 경향이 있음을 발견했다.
- 부정적인 결과를 보고하지 못하는 경우 : 일부 학자들은 언론 폭력과 그 후의 공격 사이의 연관성에 대해 긍정적인 연구결과를 주장하는 많은 기사들이 자세히 읽으면 오히려 부정적인 결과나 결론이 없다고 주장한다. 예를 들면, 앤더슨 & 딜의 실험 부분[29] (최고 언급한 경쟁 반응 시간 테스트) 를 사용하여 공격성을 4가지 방법으로 측정하고 그 중 한 가지에만 중요성을 발견했다. 특히, 보네퍼로니 교정으로 알려진 통계적 조정이 적절히 사용되었을 경우, 네 번째 발견도 중요하지 않았을 것이며 선택적 보도의 이 문제는 저널들이 부정적인 연구결과를 가진 기사를 발표하지 못하는 "파일 드래저" 효과와는 다르다. 오히려, 이것은 작가가 "복합 가방"을 발견하고 지지하는 연구결과를만 논의하고 하나의 수본 내에서 부정적인 연구결과를 무시하기 때문이다. 또한 비중이 크지 않은 연구결과를 보고하지 않는 문제 (いわゆる"파일 캐비닛 효과")는 과학의 모든 영역에서 문제가 있지만 언론 폭력과 같은 공개된 영역에서 특히 문제가 될 수 있다.
- "제3" 변수를 설명하지 못하는 경우 : 일부 학자들은 미디어 폭력 연구에서는 유전학, 성격 및 가정 폭력에 노출되는 것과 같은 다른 변수들을 정기적으로 고려하지 못한다고 주장한다. 이는 일부 사람들이 폭력적이 되는 이유와 같은 사람들이 폭력적인 미디어에 노출되는 이유를 설명할 수 있다.[30][31] 여러 연구 결과에 따르면 정신 건강, 가족 환경 및 성격과 같은 요인이 통제되면 비디오 게임이나 텔레비전 폭력과 청소년 폭력 사이의 예측 관계가 남아 있지 않는다고 말한다.
- [32][33]공격"대격"을 적절히 정의하지 못하는 경우 : 처음에는 비판자들의 주요 관심은 공격의 실험적 조치의 외부 유효성 문제였다. 하지만 공격이라는 개념의 타당성은 거의 의심되지 않았고 다양한 형태의 공격에 대한 매우 상세한 분류학은 존재한다고 주장한다. 특히 연구자들이 특정 공격의 하위 유형을 표시하는 데 사용되는 특정 용어에 동의하여 (즉 관계적 또는 사회적 공격) 공격의 개념은 항상 동료 검토 저널에서 운영적으로 정의된다고 한다. 그러나 공격에 대한 이러한 운영 정의들 중 많은 것은 비판받게 되는데[34] 실험적인 공격적 조치들은 상당히 의문적이기 때문이다.  연구에서는 다른 사람에게 피해를 입히는 것을 목적으로 하는 "대격"과 "대격적인 놀이"를 구별하지 못하고 있는데, 두 개인 (일반적으로 어린이) 은 공격적인 행동을 하는 것처럼 보이지만 상호 즐거움을 목적으로 합의하여 그렇게 할 수 있다. [1]
- 작은 "효과"의 크기가 있는 경우 : 연구 세계에서 " 통계적 의미"의 의미는 모호해질 수 있는데 여기서 효과 크기의 측정은 통계적 의미의 해석에 도움이 될 수 있다. 특히 파이크와 컴스타크가 수행한 217개의 연구를 메타 분석한 결과 실험의 효과 크기는 r = .37이고 조사의 효과는 작은 것으로 적당하다고 볼 수 있지만[35] 연구의 대부분은 실제로 다른 사람에 대한 공격성을 측정하지 않았다.  또한 파이크와 컴스토크는 다른 사람에 대한 공격, 특히 실제 폭력 범죄를 고려할 때 미디어 폭력과 이러한 결과 사이의 관계는 거의 없다는 것을 지적한다. 그 영향은 그 크기에 따라 다를 수 있기는 하다 (예를 들어, 바나나를 먹는 것이 당신의 기분에 미치는 영향은 매우 " 통계적으로 중요"하지만 거의 눈에 띄지 않을 수 있지만, 가까운 가족에서 사망하는 영향은 또한 " 통계적으로 중요한"하지만 분명히 훨씬 더 큰 것처럼). 그러나 미디어 폭력 연구는 보통 아주 작은 일시적인 효과를 낳고 실제 세계에서 큰 효과를 가져오지 않으며 미디어 폭력 연구자들은 종종 많은 의학 연구도 작은 효과를 생산한다고 주장함으로써 이것을 옹호한다 (블록과 크레인[36] 지적에 따르면, 이러한 연구자들은 의학 연구에서 효과를 잘못 계산했을 수 있다).
- 언론 폭력률은 폭력 범죄율과 상관이 없는 경우 :  미디어 폭력과 사회 폭력을 연결하는 이론의 한 한계점은 미디어 폭력 (이 1950년대 이후 지속적으로 증가하고 실패하지 않는 것으로 보인다)은 폭력 범죄 (인류 역사 전반에 걸쳐 순환해온)와 상관관계가 있어야 한다는 것이다. 실제로 1950년대부터 1990년대까지의 자료를만 논의함으로써 미디어 폭력 연구자들은 실제로는 상관관계가 없다는 착각을 만들었고 미국의 폭력 범죄의 큰 급증은 1880년대 (기록이 처음 보관되었을 때) 및 1930년대 동안 관련 미디어 폭력 급증 없이 일어났다. 이는 실제로 미국의 살인율이 1930년대보다 더 높지 않았다는 것을 말한다. 마찬가지로, 이 이론은 왜 폭력 범죄율 (청소년들 중에서도 포함) 이 1990년대 중반에 급격히 감소하고 계속 증가하고 폭력적인 비디오 게임의 추가가 계속되는 시기에 낮은 상태로 유지되는지를 설명하지 못하며 마지막으로 미디어 폭력 연구자들은 미디어를 통해 폭력의 비율이 미국보다 비슷하거나 더 높은 많은 나라들 (노르웨이, 캐나다, 일본 등) 에서 폭력 범죄율이 훨씬 낮을 이유를 설명할 수 없다.[37] 에론의 자체 국제 연구 (언론 폭력 효과에 대한 지원으로 종종 인용되는)는 분석에 포함된 대부분의 국가에서 (미국을 포함한 미국, 심지어 미국 소년 연구에서도) 텔레비전 폭력과 공격적인 행동 사이의 연결을 찾지 못했다.
- TV에 나오는 미디어 폭력은 현실 세계에서 일어나는 폭력의 수준에 대한 반영이다. 많은 TV 프로그래머들은 그들의 쇼가 실제 세계에서 일어나는 폭력에 대한 거울이라고 주장한다. 특히 1990년 CBS의 Zev Braun은[38] 법안에 대한 토론에서 "우리는 폭력 사회에서 살고 있다고 말하며 예술은 삶의 방식을 모방하고, 반대로 하지 않는다. 의회가 사회의 그 반사물을 청소하는 것보다 그 사회를 청소하는 것이 낫다"고 주장했다.
- 문화와 미디어 폭력 에 관한 연구의 대부분은 미국 커뮤니케이션과 심리적 연구에서 유래됐다. 언론 폭력의 '효과'에 대한 우려는 유럽과 선진국 다른 지역에서의 공적 및 학술적 연설에서 훨씬 덜 두드러지는데 이는 유럽과 호주 학자들이 특히 미디어와 문화의 관계는 북미의 심리적 및 커뮤니케이션 연구에서 종종 인정되는 것보다 훨씬 더 복잡하다는 것을 인식하기 때문이다. 이러한 복잡성을 이해하는 데 문화가 중요하다는 인식이 있으며 문화, 미디어, 정치 및 인간 폭력 사이에 명확한 인과관계가 없다는 인식이 있다. 그들은 단순히 사회적[39] 작용과 역사를 통해 서로 복잡하게 작동한다고 말한다.

2019년 3월 13 일 Royal Society Open Science 에 발표된 소규모 연구에 따르면 "폭력적인 음악의 팬과 팬이 아닌 사람 모두 음악 장르에 관계없이 중립적인 이미지보다 폭력적인 이미지에 대해 일반적인 부정 편향을 보였다."

## 비판에 대한 대응
1. 사회과학에서는 미디어 조건 간의 가능한 차이를 통제하기 위해 무작위 실험을 사용하지만, 이러한 작업은 주의해서 수행해야 한다. 일반적인 연구에서는 어린이나 청소년을 다양한 미디어 환경에 무작위로 배정한 다음 공격적인 행동을 할 기회가 있을 때 관찰했고 여기서 인과적 효과를 주장하는 연구자들은 잘 확립된 방법론적, 통계적 이론과 경험적 데이터에 기초한 자신의 연구를 옹호해 왔다.[42]
2. 일부 연구 결과의 결론이 나지 않는 성격과 관련하여 인과 관계를 주장하는 언론 연구자들은 종종 연구를 잘못 해석하거나 선택적으로 보도하는 것은 비평가들이라고 주장한다.[2] 논쟁의 양쪽이 각자의 "원인"에 가장 유리한 별도의 결과를 강조하고 있을 수도 있기 때문이다.
3. "세 번째" 변수와 관련하여 인과 효과를 주장하는 미디어 폭력 연구자들은 다른 변수가 공격성에 역할을 할 수 있으며[38] 공격성은 변수의 합류로 인한 것임을 인정한다. 이러한 변수는 "세 번째 변수"로 알려져 있으며, 발견되면 아마도 중재 변수 ( 조정 변수 와 다름)일 수 있다. 중재 변수는 미디어 폭력 효과를 '설명'할 수 있지만 중재 변수는 그렇지 않다. 예를 들어, 일부 학자들은 특성 공격성이 미디어 폭력 효과를 완화시키는 것으로 입증되었다고 주장하는 것처럼 말이다.[43] 또 다른 문제는 실험 연구가 잠재적 혼란 변수를 다루는 방식이다. 연구자들은 일반적으로 제3의 변수로 인용되는 것(예: 성별, 공격적 특성, 폭력적인 미디어에 대한 선호)의 효과를 무력화하기 위해 무작위 할당을 사용한다. 실험 설계에서는 조건에 대한 무작위 할당을 사용하기 때문에 이러한 속성 변수가 실험 결과에 미치는 영향은 무작위(체계적이지 않음)로 가정되는 대신, 상관 연구의 경우에도 마찬가지라고 말할 수 없으며, 상관 연구에서 이러한 변수를 제어하지 못하면 해당 연구의 해석이 제한된다. 종종 성별과 같은 단순한 것이 미디어 폭력 효과를 "조정"할 수 있는 것으로 입증되기도 한다.
4. 공격성과 관련하여 문제는 공격성의 정의와 관련이 있을 수 있지만 오히려 연구에서 공격성이 어떻게 측정되는지, 공격성과 폭력 범죄가 대중의 시선에서 어떻게 상호 교환적으로 사용되는지와 관련이 있을 수 있다.
5. 이 문제에 대한 많은 논쟁은 무엇이 "작은" 효과로 간주되는지에 대한 모호함을 중심으로 돌아가며 인과적 효과를 주장하는 미디어 폭력 연구자들은 미디어 폭력 효과에서 언급된 효과 크기가 의료계에서 중요하다고 간주하는 일부 의학 연구에서 발견된 것과 유사하다고 주장한다.[38] 의학 연구도 동일한 해석상의 결함을 안고 있을 수 있다. 그러나 이 주장은 결함이 있는 통계에 기반을 두고 있다는 이유로 도전을 받았다.[36] 특히, Block and Crain[36] 은 최근 사회과학자[38] 가 일부 의학적 효과 크기를 잘못 계산하고 있음을 발견하면서 의학과 사회과학 모두에서 효과 크기에 대한 해석은 아직 초기 단계에 머물러 있는 것으로 밝혀졌다.
6. 최근에는 인과적 영향을 주장하는 미디어 폭력 연구자들은 소셜 미디어 소비 와 폭력 범죄율이 잘 연관되어 있지 않다는 점을 인정했지만, 이는 잘 이해되지 않은 다른 변수 때문일 가능성이 있다고 주장한다. 그러나 이 효과는 현재의 미디어 폭력 이론으로는 잘 설명되지 않으며 미디어 폭력 연구자들은 반증할 수 없는 이론으로 후퇴하지 않도록 더 주의해야 할 수도 있다.[5]
7. 인과관계를 주장하는 연구자들은 TV에서 보이는 폭력 행위와 현실 세계의 폭력 행위의 차이가 크다고 주장한다. 한 연구에서는 현실 세계에서 발생하는 범죄의 빈도를 America's Most Wanted, Cops, Top Cops, FBI, The Untold Story 및 American Detective와 같은 현실 기반 TV 프로그램에서 발생하는 범죄 빈도와 비교했다.[44] 그 결과 범죄의 종류는 강력범죄와 비폭력범죄로 나누어지며 현실 세계에서 발생하는 범죄의 87%는 비폭력 범죄인 반면, TV에서 발생하는 범죄 중 비폭력 범죄는 13%에 불과하다고 말했다.[38] 그러나 미디어와 실제 범죄 사이의 이러한 불일치는 미디어 효과 이론을 뒷받침하기보다는 논쟁의 여지가 있을 수 있는데 실제로 일부 이전 연구에서는 권투 시합을 살인 사건과 연관시켰지만[45] 다른 연구자들은 그러한 연관성이 생태학적 오류를 연상시킨다고 주장한다.[46] 실제로 인과관계를 확립하려면 훨씬 더 많은 연구가 필요한 것은 사실이다.[2]

## 미디어 폭력의 둔감화
탈감작(desensitization) 이라는 용어는 "정서적으로 자극된 자극에 대한 반응을 지칭하는 일반적인 개념으로, 처음에는 강한 생리적 또는 정서적 반응을 이끌어내는 자극이 자주 반복될수록 반응을 이끌어낼 수 있는 능력이 점점 더 낮아지는 과정을 설명하는 일반적인 개념이다. 처음에 미디어 폭력에 노출되면 사용자는 불편함, 두려움, 땀샘 활성화 및 심박수 증가와 관련된 반응을 보이는 경향이 있다. 또한 영화, 텔레비전, 비디오 게임 등을 포함한 미디어 폭력에 사용자가 반복적이고 과도하게 노출된 후에는 미디어 폭력의 심리적 효과가 감소하는데 이는 결국 사용자는 장기간 반복적으로 미디어에 노출되면 결국 정서적, 인지적으로 미디어에 둔감해지게 되는 것을 보여준다.
둔감화는 개인이 폭력을 보는 방식에도 영향을 미칠 수 있다. 폭력적인 콘텐츠에 반복적으로 노출되면 처음에는 시청자에게 거부감을 주는 일이 나중에는 정상화될 수 있다는 것이다. 예를 들어, 어린이가 폭력적인 슈팅 게임을 많이 하면 실제 총기 폭력의 결과와 그것이 다른 사람에게 얼마나 위험한 위협이 될 수 있는지에 무감각해지기 시작할 수 있으며 그것은 그들에게 단지 게임일 뿐이기 때문에 그들은 질책받지 않을 행동을 사실상 저지를 수 있고, 이는 특정 상황에서 그러한 행동이 사회적으로 용인된다고 믿게 만들 수 있다. 폭력이 대부분의 미디어 형태에서 문제에 대한 "해결책"으로 표시된다면, 즉 폭력이 목표를 달성하기 위해 노력한다는 것을 의미한다면, 이는 그러한 미디어의 소비자가 그러한 연결을 현실로 만들 수 있게 만들 수 있다. 그렇기 때문에 논쟁에 직면했을 때 TV, 인터넷, 음악 및 비디오 게임에서 본 내용 때문에 긴장 완화보다는 폭력을 고려할 수 있다. 이 폭력적인 반응은 갑자기 개인에게 훨씬 더 매력적이게 되고 이전에는 갖지 못했던 것들을 고려하기 시작하기도 하는데 예를 들어, 현대 힙합 음악에는 살인을 미화하고, 쇠고기를 짓밟거나 지역 사회의 지배력을 주장하기 위한 수단으로 타인을 죽이는 것에 대해 공개적으로 이야기하는 대중가요가 많이 있다. 이 노래가 사실이든 아니든, 많은 사람들이 이 가사를 들으면 이미 폭력적 성향이 있는지 여부에 관계없이 그들의 마음은 폭력적인 이미지로 가득 차게 되며 이렇게 미화된 폭력에 지속적으로 노출되면 듣는 사람은 흥분 상태와 공격성이 높아지는 상태가 되며, 결과적으로 행동에 변화가 생긴다는 것이다. 실제로 냉정한 사람은 노래에서 듣는 내용 때문에 동료들 사이에서 존경을 얻기 위한 적절한 해결책이 살인이라고 갑자기 생각하기 시작할 수 있으며 이 때문에 자신이 좋아하는 래퍼처럼 행동하고 다른 사람들 앞에서 "세게" 보이려고 언쟁을 벌이려는 아이들이 많다. 즉, 사회 전반에 폭력이 퍼지기 시작하고 소비자를 세뇌시켜 엔터테인먼트와 현실의 경계를 모호하게 만든 취약한 자아와 음악으로 인해 무의미한 죽음이 많이 발생하는 것이다. 실제로 2006년 국립 보건원(National Institute of Health)에서 발표한 기사에서는 음악 장르가 청취자의 약물 사용 및 공격적 행동 경향에 영향을 미치는지 여부를 조사했다. 이 연구는 25세 미만의 대학생을 대상으로 실시되었으며 그 결과 인구의 69%가 랩 음악을 듣는 것으로 나타났으며 이는 마리화나 사용 빈도와 공격적인 행동을 긍정적으로 예측하는 것으로 나타났다. 특히 랩 음악을 제외한 다른 장르에서는 마리화나 사용 빈도와 공격적인 행동을 부정적으로 예측하는 것으로 보고되었다.
2011년에 수행된 한 연구에서는 남성과 여성 모두 다양한 학생 표본을 대상으로 폭력적인 미디어 콘텐츠에 대한 둔감화를 조사했다. 그들의 연구 결과는 사용자가 폭력적인 미디어 콘텐츠를 정기적으로 사용할 때 폭력적인 미디어를 볼 때 사용자의 생리적 활동이 적음을 시사하며 표본에서 남성과 여성 모두 정기적인 폭력적인 미디어 사용과 폭력에 대한 각성 반응의 증가와 심각한 연관이 있었다. 또한 표본은 미디어 폭력 사용의 증가와 쉽게 이용 가능한 공격성 인지 사이의 중요한 연관성을 보여주었다.

## 미디어 폭력과 경미한 공격적 행동의 관계
미디어 폭력이 심각한 신체적 공격, 왕따 또는 청소년 폭력과 연관되어 있다는 증거가 거의 없다는 점을 감안할 때, 현재 대부분의 논쟁은 미디어 폭력이 더 사소한 형태의 공격성에 영향을 미칠 수 있는지 여부에 초점을 맞추고 있는 것으로 보인다. 실제로 1987년에 청소년의 폭력 행위를 다룬 법원 사건의 역사를 검토한 기사에 따르면 법원은 폭력 행위에 대해 언론의 책임을 묻는 데 주저하고 있었는데 현재까지도 이 문제에 대해서는 합의가 이루어지지 않았다. 실제로 1974년 미국 공중보건국장은 의회에서 "압도적인 합의와 만장일치의 과학 자문 위원회의 보고서는 텔레비전으로 방영되는 폭력이 실제로 우리 사회의 특정 구성원에게 부정적인 영향을 미친다는 것을 나타낸다."라고 증언하기도 했다.
2016년 통제된 실험에서는 8세에서 12세 사이의 어린이 136명이 참여하여 폭력적인 비디오 게임을 하는 초등학교 어린이가 폭력에 대한 어린이의 생리적, 인지적 반응에 영향을 미치기 쉽고 영향을 미치는지 여부를 조사했다. 폭력적인 비디오 게임을 하는 것은 공격적인 생각의 활성화와 관련이 있지만, 비폭력적인 게임을 하는 사용자는 공격성이 거의 또는 전혀 없다. 또한 두 게임 모두에 대한 좌절감 수준을 모니터링한 결과, 폭력적인 게임에서는 사용자의 좌절감 수준이 증가한 반면, 비폭력적인 게임에서는 사용자의 좌절감 수준이 증가하지 않았다. 폭력적인 비디오 게임을 하는 어린이의 코티솔 결과를 모니터링하면 공격적 행동으로 이어지는 스트레스 호르몬이 방출되는 결과로 도주 또는 투쟁 반응과 교감 신경계가 활성화되고 이러한 비디오 게임은 공격적인 생각뿐만 아니라 각성을 증가시키기 때문에 개인의 감각이 고조되고 이에 대한 반응으로 공격성이 준비되어 공격적인 행동을 보일 수 있다고 말한다.
그러나 2001년까지 미국 보건복지부(Department of Health and Human Services)는 언론 폭력을 사소한 역할로 격하하고 연구에 많은 심각한 한계를 지적하면서 대체로 방향을 바꾸었다. 다만, 미디어 폭력이 둔감화에 기여하는지 여부에 대해서는 관련 연구에서도 의견이 일치하지 않았다.

### 미디어 폭력과 청소년 폭력
평균적으로 미국의 청소년들은 어떤 형태로든 미디어에 연결되어 하루에 거의 9시간을 보낸다. 예로는 비디오 게임, TV, 음악, 인터넷 등이 있는데 실제로 일부 십대들은 일주일에 40시간 이상 비디오 게임을 한다고 주장했다. 여기서 우리는 소비자가 다양한 종류의 폭력적인 게임을 접할 수 있다는 점을 고려하면 이는 일부 사람들에게 우려하는 점이 된다. 특히, 오늘날 인기 있는 게임으로는 Call of Duty, Fortnite, GTA, Rainbow Six Siege 및 Red Dead Redemption이 있는데, 이러한 게임은 플레이어에게 전파되는 폭력의 정도에 따라 다를 수 있지만 폭력은 여전히 게임이 구축되는 핵심 요소이며 공격적인 행동을 한 가지 원인으로 비난하기는 어렵지만, 폭력적인 미디어에 그만큼 많이 노출되면서 연구자들은 그러한 오락이 정신 건강에 부정적인 영향을 미칠 수 있는지 조사했다.
국립 보건원(National Institutes of Health) 이 발표한 2007년 기사에 따르면 미디어 폭력이 개인에게 단기적으로 영향을 미치는 것으로 여겨지는 세 가지 방식은 사회 인지 이론의 모든 측면을 프라이밍, 각성 및 모방하는 것이었다. 프라이밍은 관찰된 자극이 자극과 형성한 정신적 연결로 인해 개인의 특정 감정이나 행동을 유발할 수 있는 과정인데 예를 들어, 스키 마스크는 본질적으로 나쁘지는 않지만 무장 강도가 스키 마스크를 사용하여 폭력 범죄의 대상으로 묘사되기 때문에 개인을 초조하게 만들 수 있으며 마찬가지로 특정 그룹의 사람들은 연관 프라이밍을 통해 고정관념을 가질 수 있다. 예를 들어, 미디어가 일반적으로 흑인을 다른 인종보다 더 위험하고 폭력에 취약한 사람으로 묘사한다면 개인은 뇌에 그러한 연결을 형성하고 흑인 주변에 있을 때 지나치게 조심하게 될 수 있다는 것이다. 각성은 미디어 폭력이 개인의 공격성을 증가시킬 수 있는 또 다른 이유이다. 심리학에서의 각성(arousal)은 생리학적으로 기민하고, 깨어 있고, 주의를 기울이는 상태로 정의된다. 즉, 자극에 노출되어 일시적으로 감각이 고조되는 것이다. 예를 들어, 개인이 미디어에 자극을 받고 어떤 외부 요인이 분노를 불러일으키면 흥분 전달로 인해 반응이 지나치게 공격적이 되어 흥분 상태가 아닌 경우 일반적으로 반응하는 방식과 다를 수 있다. 미디어 폭력과 관련하여 일부 연구자들은 폭력적인 콘텐츠에 지속적으로 노출되면 소비자가 항상 감정이 고조되거나 "초조"하게 되어 지나치게 공격적인 방식으로 행동하게 될 수 있다는 것이다. 모방은 이 세 가지 개념 중 가장 간단하다. 이는 단순히 개인이 자신이 보는 것을 모방한다고 말한다. 이는 성인보다 어린이에게 더 흔한데 예를 들어, 아이가 영화를 보고 있다고 해보자. 그 영화에서는 한 캐릭터가 다른 캐릭터의 외모 때문에 놀림을 받는 장면이 나온다. 또한 캐릭터는 상대방의 얼굴을 때리면서 모욕에 반응할 때 아이는 이러한 행동을 보고 그것이 그러한 도발에 대한 적절한 반응이라고 생각하여 동일한 상황에 직면했을 때 분노를 터뜨릴 수 있다. 특히, 미국 심리학 협회의 2015년 보고서에서는 폭력적인 비디오 게임이 남성과 여성 모두의 공격성에 미치는 영향을 측정했다. 결과는 실험적, 단면적, 종단적 연구에서 상관관계 값이 0.2인 것으로 나타났다. 실제로 어린이가 10대가 되면 폭력적인 미디어와 관련된 폭력 행위에 대한 증거의 일관성이 떨어진다. 실제로 대부분의 학자들은 이러한 감소가 인과적 영향에 기인할 수는 없다고 경고하며 이러한 관찰은 미디어 폭력에 대한 인과적 유해 영향에 반대한다고 결론지었다. 최근 청소년에 대한 장기 결과 연구에서는 폭력적인 미디어 소비와 청소년 폭력 또는 괴롭힘 사이에 장기적인 관계가 없음을 발견했다.

### 미디어 폭력과 문화 연구
미디어와 폭력에 관한 많은 연구, 특히 심리학과 미디어/커뮤니케이션 연구와 같은 관련 연구 분야가 미국에서 유래되었다. 미디어와 폭력의 관계에 대한 유럽과 호주의 연구는 훨씬 더 광범위하고 정치, 문화 및 사회적 관계에 훨씬 더 명확하게 내재되어 있다.
2016년에 수행된 연구에서는 미디어 폭력과 다양한 문화권의 공격성 사이의 관계를 조사했다. 이는 모든 문화에 걸쳐 공격성에 관한 미디어 폭력과 문화 일반성의 영향을 모두 살펴본 최초의 교차 문화 연구였다. 7개 국가(호주, 중국, 크로아티아, 독일, 일본, 루마니아, 미국)에서 얻은 샘플을 통해 미디어 습관에 대한 설문지를 작성했는데 이 연구에서는 네 가지 주요 결과가 도출되었다. 첫 번째는 폭력적인 미디어가 공격적인 행동과 유의미한 관련이 있다는 것이다. 둘째로는 미디어 폭력의 영향은 국가 전반에 걸쳐 가중치가 유사했다는 것이다. 세 번째 발견은 공격적인 행동과 미디어 폭력 노출 사이의 관계가 자신의 기존 공격적 인식에 의해 결정되며 다양한 문화에 걸쳐 관련이 있음을 설명한다. 마지막으로 네 번째 조사 결과는 미디어 폭력이 공격성에 영향을 미치는 다른 위험 요소와 동일하거나 충분히 유사하다는 것이다. 즉, 특별한 대우나 주의가 필요하거나 그럴 자격이 있다는 것이다.
Jeff Lewis 의 책 Media Culture and Human Violence는 미디어 폭력 연구에 대한 기존 접근 방식에 도전한다. 루이스는 폭력은 주로 미디어, 정치, 기타 문화적 담론을 통해 끊임없이 새로워지는 사회적 과정과 사고 방식의 상호작용을 통해 생성된다고 주장한다. 특히 폭력은 정부, 법률 및 서술형 미디어 텍스트 내에서 지속적으로 '승인된' 또는 '합법적인' 것으로 제시되는데 여기서 루이스는 폭력이 '자연스럽다'거나 폭력이 모든 종류의 미디어에 의해 발생 한다는 명제에 대해 이의를 제기한다. 오히려 미디어는 문화적으로 생성되고 계승된 사고 방식 또는 '의식'과 상호 작용하여 폭력이 발생할 수 있는 조건을 만들었고 이러한 형태의 '폭력적 사고'는 계층적 사회 조직의 역사적 뿌리를 둔 과정에 내재되어 있다고 주장한다. 이러한 계층적 조직 시스템은 우리의 지식과 신념을 형성하여 폭력이 정상화되고 정부 및 기타 강력한 기관에 의해 승인되는 발효를 만들며 폭력과 미디어 사이의 연관성은 매우 복잡하지만 현대 문화의 규범적 틀 내에 존재한다고 주장한다.

## 같이 보기
- 도덕적 공황
- 영화 등급 시스템

## 참고자료
- Adachi, Paul J. C.; Willoughby, Teena (October 2011). “The effect of video game competition and violence on aggressive behavior: Which characteristic has the greatest influence?”. 《Psychology of Violence》 1 (4): 259–274. doi:10.1037/a0024908.
- Berkowitz, L. (1965). “Some Aspects of Observed Aggression”. 《Journal of Personality and Social Psychology》 12 (3): 359–369. doi:10.1037/h0022221. PMID 14333308.
- , Palgrave Macmillan |제목=이(가) 없거나 비었음 (도움말)
- Bushman, Brad J.; Anderson, Craig A. (December 2002). “Violent Video Games and Hostile Expectations: A Test of the General Aggression Model”. 《Personality and Social Psychology Bulletin》 28 (12): 1679–1686. doi:10.1177/014616702237649.
- Gauntlett, David (1995). 《Moving experiences: understanding television's influences and effects》. London: John Libbey and Co. ISBN 0-86196-515-9. OCLC 32741065.
- Kutner, L.; Olson, C. (2008). 《Grand Theft Childhood: The Surprising Truth About Violent Video Games and What Parents Can Do》. Simon & Schuster. ISBN 978-1-4165-6469-0.
- Olson, C. K. (June 2004). “Media Violence Research and Youth Violence Data: Why Do They Conflict?”. 《Academic Psychiatry》 28 (2): 144–150. doi:10.1176/appi.ap.28.2.144. PMID 15298868.
- Tedeschi, J. T.; Quigley, B. M. (1996). “Limitations of laboratory paradigms for studying aggression”. 《Aggression and Violent Behavior》 1 (2): 163–177. doi:10.1016/1359-1789(95)00014-3.
- Trend, D. (2007). 《The myth of media violence: A critical introduction》. Malden, MA: Blackwell Publishing. PsycNET 2007-00496-000.
- Nehamas, Alexander. “PLATO AND THE MASS MEDIA.” The Monist, vol. 71, no. 2, 1988, pp. 214–34.
- Carratalá, Adolfo. “Two-Step Flow Theory.” The SAGE International Encyclopedia of Mass Media and Society, 2020, pp. 1804–06.
- Mishra, Naveen (2018). “Broadcast Media, Mediated Noise, and Discursive Violence - High Decibel TV Debates and the Interrupted Public Sphere”. 《KOME》 6 (1): 1–13. doi:10.17646/KOME.2018.11.
- Potter, W. James (December 2014). “A Critical Analysis of Cultivation Theory: Cultivation”. 《Journal of Communication》 64 (6): 1015–1036. doi:10.1111/jcom.12128.